# Jorund
Jorund, auch Jorundr oder Eorund, schwed. Jörund (* 5. Jahrhundert; † 5. Jahrhundert in Jütland), war ein Sagenkönig in Schweden im 5. Jahrhundert.

## Biografie
Jorund war der Sohn von Ynvi aus dem Hause der Ynglinger. In der Ynglingasaga berichtete Snorri Sturluson, dass er in seiner Jugend mit seinem Bruder Erik über die See fuhr, um zu plündern. Er forderte für seine Dynastie den schwedischen Thron von Haki(e) (Bruder von Hagbard, dem Helden aus der Legende von Hagbard). Er plünderte auch nach seiner Machtübernahme im 5. Jahrhundert in den Nachbarländern. Er und seine Mannen kämpften gegen König Gudlaug von Halogaland (Provinz Helgeland in Norwegen). Sie nahmen ihn gefangen und am Ufer von Stromones erhängten sie Gudlaug. Dessen überlebende Kämpfer bauten dort über ihm ein Hügelgrab. Snorri zitiert dazu das Gedicht Háleygjatal des norwegischen Skalden Eyvindr Skáldaspillir. Die Tat machte die schwedischen Prinzen Erik und Jorund berühmt.
Als beide erfuhren, dass Haki, der König der Svear seine Streitkräfte nicht mehr um sich hatte, sammelten sie eine große Streitmacht, der sich weitere Schweden anschlossen. Sie fuhren in Mälaren ein (damals eine Bucht) und steuerten Richtung Uppsala. Sie ließen ihre Schiffe in Fyris Wolds und trafen auf Haki, der weniger Männer hatte. Haki war ein starker Kämpfer: Er konnte die Schlacht für sich entscheiden, Erik erschlagen und Jorund mit seinen Männern zum Rückzug zwingen. Haki wurde jedoch schwer verwundet und starb.
Jorund regierte nun Schweden in Uppsala und plünderte wie üblich in den Sommermonaten. Als er sich dabei in Jütland in einer Bucht des Limfjord wohl 200 km im Landesinneren befand, ankerten sie in Oddesund. Sie wurden vom norwegischen König und Piraten Gudlaug von Halogaland aufgespürt, dessen Vater Jorund zusammen mit Erik ermordet hatte. Die in Jütland ansässigen Dänen halfen den Norwegern, was zur Niederlage der weit unterlegenen Schweden und zu Jorunds Festnahme und Hinrichtung am Galgen führte.
Snorri berichtet dazu: „Varð Jörundr hinn er endr of dó, lífs of lattr í Limafirði, þá er hábrjóstr hörva Sleipnir bana Goðlaugs of bera skyldi; ok Hagbarðs hersa valdi höðnu leif at halsi gekk.“
(„Jorund ist weit und breit gereist, aber er musste das gleiche Pferd reiten, auf dem er den tapferen Gudlog zwang, zu reiten. Auch er musste eine Halskette tragen, Hagbert’s gefallene Schlinge in mittlerer Höhe, der Anführer der Streitmacht muss auf Horva’s Pferd reiten am Ufer von Lymfjord.“)
Jorunds Sohn regierte nach ihm, kämpfte ebenfalls gegen die Dänen, verlor und wurde erhängt.